# Aeroportul Pama
Aeroportul Pama (IATA: XPA, ICAO: DFEP) este un aeroport din Burkina Faso ce deservește zona Pama.
Situat la o altitudine de 211 m, aeroportul dispune de o singură pistă.